# Mobhí de Glasnevin
Mobhí de Glasnevin, mort en 544, est un des douze apôtres de l'Irlande. Il est l'abbé d'un monastère à Glasnevin, où il enseigne à Colomba d'Iona, Canice d'Aghaboe, Comgall de Bangor et Kieran de Saighir.

## Origine
Selon John Colgan, il est originaire de la région de Galeny, près du fleuve Liffey. C'était un cousin de Brigitte d'Irlande.

## Biographie
Mobhí Clárainech est surnommé clárainech ou « visage plat » en gaélique : il serait né sans yeux et sans nez. C'est au contact de l'eau du baptême qu'il aurait été miraculeusement guéri.
Il devient enseignant dans un monastère, et a eu jusqu'à 50 disciples.
À la fin de sa vie, il accorde à Colomba d'Iona le droit de fonder un monastère dans l'actuelle ville de Derry. Il meurt d'une épidémie le 12 octobre 544.